# Radiszczewo (rejon nowouzieński)
Radiszczewo (ros. Радищево) – osiedle w Rosji, w obwodzie saratowskim, w rejonie nowouzieńskim. W 2021 liczyło 1254 mieszkańców.